# Paskovac
Paskovac (Servisch cyrillisch Пасковац) is een plaats in de Servische gemeente Loznica. De plaats telt 687 inwoners (2002).